# United States Reports

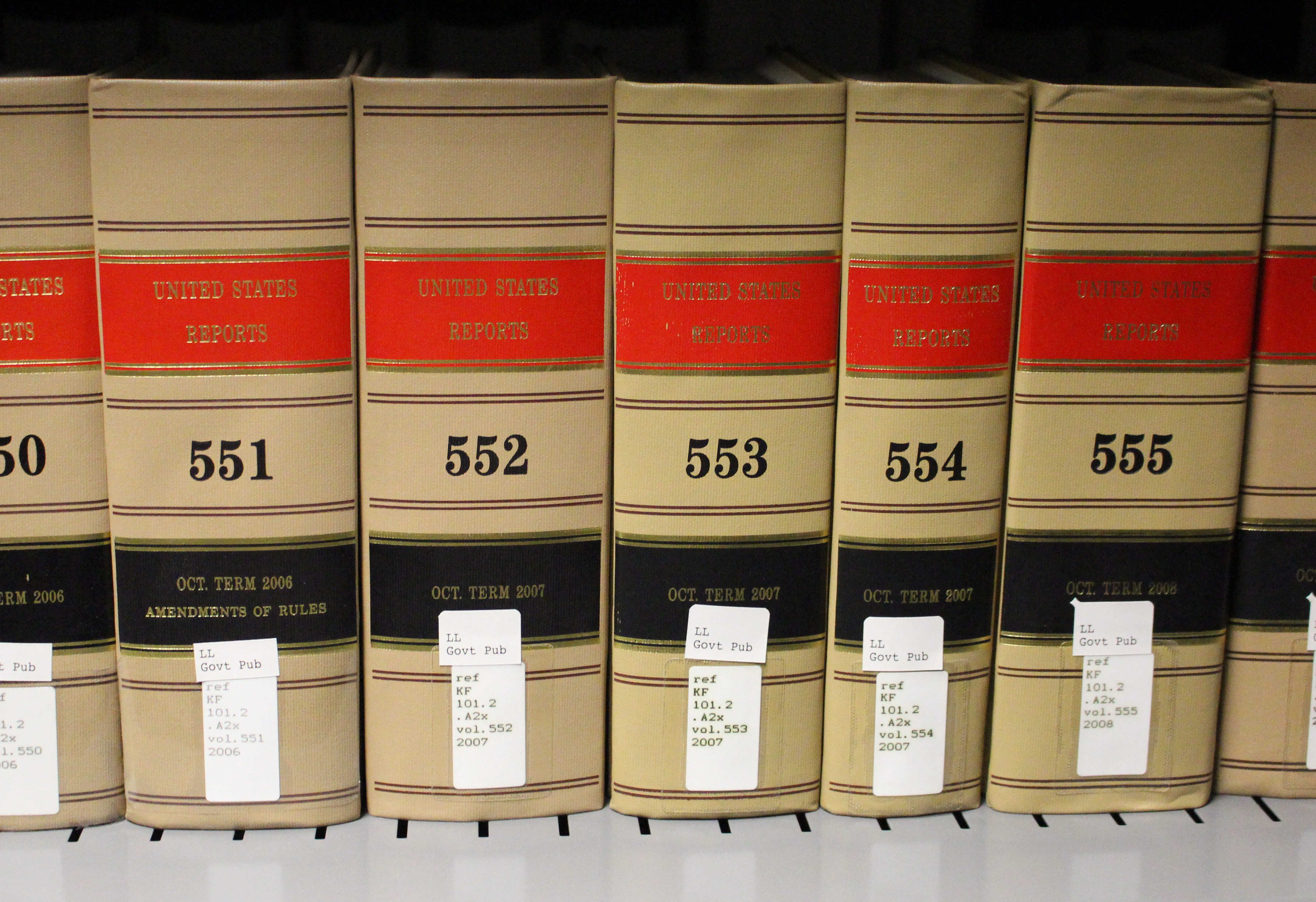
United States Reports, Bd. 551–555

United States Reports ist die amtliche Publikation von Gerichtsentscheidungen des Obersten Gerichtshofs der Vereinigten Staaten.

## Inhalt und Fertigung
Die United States Reports enthalten die Entscheidungsbegründung aller vor dem Obersten Gerichtshof verhandelten Fälle. Daneben werden auch Leitsätze, die vom Reporter of Decisions verfasst werden, sowie die abweichenden Meinungen und die Mindermeinungen der Richter veröffentlicht.
Die Herstellung der Bücher erfolgt durch private Unternehmen im Auftrag des United States Government Printing Office. Überwacht wird die Fertigung durch das Publication Office des Gerichts.

## Geschichte
Die United States Reports gehen auf die 1790 veröffentlichten Reports of cases ruled and adjudged in the courts of Pennsylvania, before and since the Revolution von Alexander J. Dallas zurück. Dieser erste von insgesamt vier Bänden der sogenannten Dallas Reports (1790–1800) behandelt Fälle, die von Gerichten in Pennsylvania in den Jahren vor und nach der Unabhängigkeitserklärung entschieden worden sind. Erst ab dem zweiten Band wurden auch Fälle des 1789 gegründeten Obersten Gerichtshofs veröffentlicht.
Von 1801 bis 1815 stellte William Cranch die Entscheidungen des Gerichts in einer neunbändigen Sammlung zusammen. 1816 schuf der US-Kongress das Amt des Reporter of Decisions; in dieser Funktion wurden von den Amtsinhabern bis 1874 weitere Sammlungen herausgegeben.
Erst im Jahr 1874 stellte der Kongress schließlich Haushaltsmittel für Herausgabe einer amtlichen Entscheidungssammlung bereit. Die zuvor genannten Veröffentlichungen wurden dabei als die ersten Bände der United States Reports mitgezählt – einschließlich des ersten Bands der Dallas Reports, obwohl dieser keine Entscheidungen des Obersten Gerichtshofs enthielt.
Im Februar 2008 wurde Band 544 herausgegeben, der Entscheidungen aus den Jahren 2004/2005 enthält.

## Zitierweise
Entscheidungen des Obersten Gerichtshofs werden üblicherweise unter Angabe der Fundstelle im United States Reports zitiert. Nach den im Bluebook festgelegten Regeln ist die Entscheidung zum Fall Jane Roe et al. v. Henry Wade, District Attorney of Dallas County beispielsweise als
Roe v. Wade, 410 U.S. 113 (1973)
zu zitieren. Die Entscheidung stammt also aus dem Jahr 1973 und wurde in Band 410 der United States Reports auf Seite 113 ff. veröffentlicht.
Bei den Bänden der United States Reports bis 1874 wird außerdem noch ihre ursprüngliche Bezeichnung vermerkt. So wurde der Fall William Marbury v. James Madison, Secretary of State of the United States im ersten Band von Cranchs Entscheidungssammlung abgedruckt, die zum fünften Band der United States Reports wurde; das Urteil wird daher auch folgendermaßen zitiert:
Marbury v. Madison, 5 U.S. (1 Cranch) 137 (1803)
Bei neuen Entscheidungen wird vom Gericht im Urteil mitgeteilt, in welchem Band der United States Reports sie später veröffentlicht werden. Da die Seitenzahl nicht feststeht, wird ein Platzhalter verwendet. Beispielsweise wurde die Entscheidung zum Fall Ralph Baze and Thomas C. Bowling v. John D. Rees ursprünglich überschrieben mit:
Baze v. Rees, 553 U.S. ___ (2008)